# Сошествие Христа в ад
Сошествие Иисуса Христа в ад (церк.-слав. Соше́ствїе во а҆́дъ; греч. Κατελθόντα εἰς τὰ κατώτατα, лат. Descensus Christi ad inferos) — догмат, исповедуемый историческими христианскими церквями (римско-католической, православными, древневосточными, восточнокатолическими) и церквями ранней протестантской реформации (лютеранской, кальвинистской, англиканской, цвинглианской), согласно которому после распятия Иисус Христос спустился в ад и, сокрушив его ворота, принёс свою евангельскую проповедь, освободил заключённые там души и вывел из ада всех ветхозаветных праведников, а также Адама и Еву. Сошествие Христа в ад входит в число Страстей Христовых. Считается, что это событие произошло во второй день пребывания Христа во гробе и вспоминается за богослужением Великой субботы.
Иногда это учение понимается не в буквальном, а метафорическом смысле.

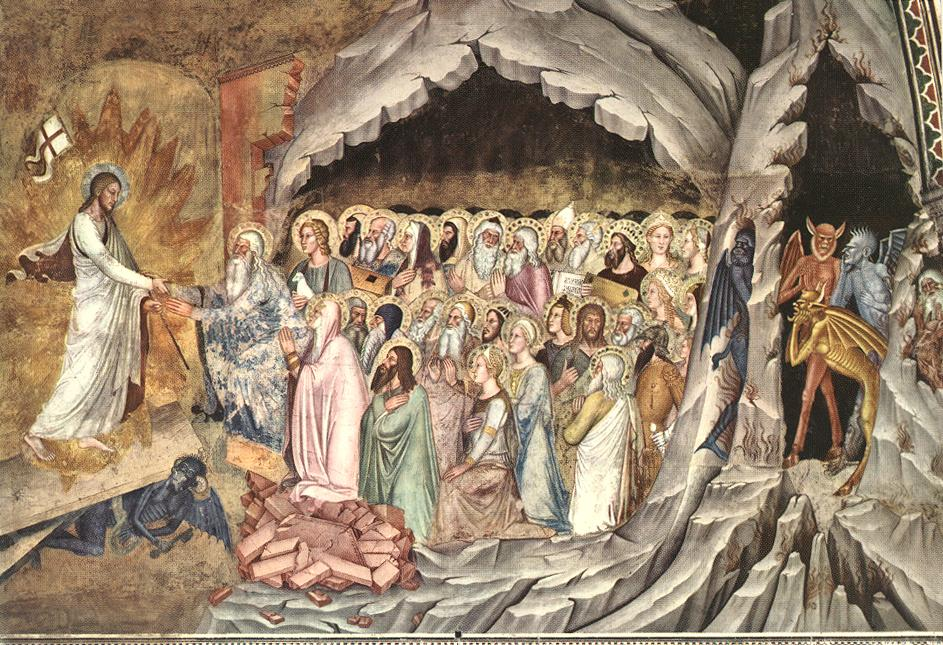
Христос выводит праведников из ада
Под ногами Христа поверженные врата ада и дьявол; первым к Иисусу протягивает руку Адам, за ним Авель с агнцем в руках, и т. д.
(фреска Андреа Бонаиути да Фиренце в церкви Санта-Мария-Новелла, Флоренция. 1365—1368 годы)

## Терминология
Выражение «сошествие в ад» является переводом греческого выражения κατελθόντα εἰς τὰ κατώτατα, («katelthonta eis ta katôtata») или латинского descendit ad inferos, которые употребляются в тексте Апостольского Символа веры.
Греческое τὰ κατώτατα (ta katôtata, «самый низ») и латинское inferos («нижнее») может также переводиться как «преисподняя», «подземный мир», «обитель мёртвых».

## По каноническим текстам
О сошествии в ад евангелисты прямо не говорят. В канонических книгах Нового Завета есть лишь отдельные упоминания апостолами о пребывании Христа в аду:
- о нём повествует апостол Пётр в день Пятидесятницы в «Деяниях святых апостолов» (Деян. 2:30-31);
- он же в третьей главе первого послания говорит: «Потому что и Христос, чтобы привести нас к Богу, однажды пострадал за грехи наши, праведник за неправедных, быв умерщвлён по плоти, но ожив духом, которым Он и находящимся в темнице духам, сойдя, проповедал» (1Пет. 3:18-19)[6]; — это высказывание положено в основу доктрины страдания Христа за «неправых» и его проповеди в аду последним, чем была дана им надежда на спасение[7];
- «Ибо для того и мёртвым было благовествуемо, чтобы они, подвергшись суду по человеку плотию, жили по Богу духом» (1Пет. 4:6)[6]; — тема, разрабатываемая в рамках учения о крещении[8];
- «Посему и сказано: восшед на высоту, пленил плен и дал дары человекам. А „восшёл“ что означает, как не то, что Он и нисходил прежде в преисподние места земли?» (Еф. 4:8-9)[6].

Из пророчеств о сошествии во ад богословы выделяют:
- слова самого Христа, обращённые к ученикам: «как Иона был во чреве кита три дня и три ночи, так и Сын Человеческий будет в сердце земли три дня и три ночи» (Мф. 12:40);
- ветхозаветные пророчества: «Отворялись ли для тебя врата смерти, и видел ли ты врата тени смертной?» (Иов. 38:17), «От власти ада Я искуплю их, от смерти избавлю их. Смерть! где твое жало? ад! где твоя победа?» (Ос. 13:14), «Поднимите, врата, верхи ваши, и поднимитесь, двери вечные, и войдёт Царь славы!» (Пс. 23:7), «…медные двери сокрушу и запоры железные сломаю; и отдам тебе хранимые во тьме сокровища и сокрытые богатства» (Ис. 45:2-3).

### Значение сошествия во ад в христианстве
Христианская традиция, по мнению митрополита Илариона, из анализа этих библейских текстов делает следующие выводы:
- учение о сошествии Христа во ад неотделимо от догматического Предания Церкви;
- факт самого сошествия никем из Отцов Церкви не оспаривался, однако существовали различные мнения о том, кто был выведен Спасителем из ада: все находившиеся там люди или только ветхозаветные праведники; различались и мнения о том, к кому в аду была направлена проповедь;
- Христос, «сойдя во ад, умертвил смерть и уничтожил (разрушил) ад». В восточной традиции это понимается как полное уничтожение смерти и ада, однако утверждается, что смерть и ад продолжают существовать благодаря злой воле людей. В западной традиции крестная смерть Христа «воспринимается как нанесение ущерба аду», но не его уничтожение.

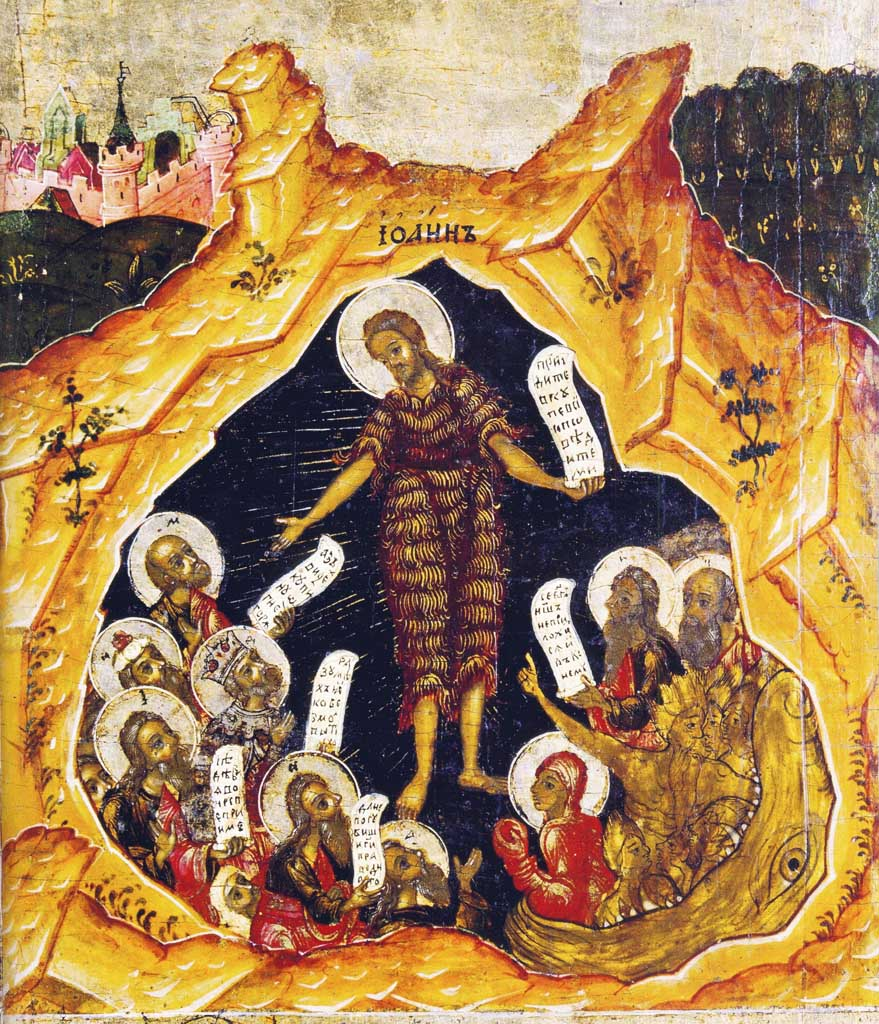
Проповедь Иоанна Предтечи в аду (клеймо иконы «Иоанн Предтеча Ангел Пустыни»

В христианстве сошествие во ад завершило искупительную миссию Иисуса Христа и явилось пределом уничижения Христа и в то же время началом его славы. Согласно христианскому вероучению, Иисус своим вольным страданием и мучительной смертью на кресте искупил первородный грех прародителей и даровал силу бороться с его последствиями их потомкам. Таким образом, учение Церкви рассматривает сошествие во ад как неотъемлемую часть искупительной жертвы Христа. Церковь считает, что души всех ветхозаветных праведников, включая Адама и Еву, были выведены Христом из ада в райские обители (где до этого времени были только Илия, Енох и благоразумный разбойник).

## По апокрифическим сказаниям
Наиболее подробно тема посещения Иисусом преисподней раскрывается в апокрифической литературе. Из данных сочинений можно выделить:
- «Вознесение Исаии» (раннехристианская переработка иудейского апокрифа II века до н. э.). Полный текст сочинения сохранился только в эфиопской версии, но главы 6—11 дошли также в латинской и славянской (староболгарской) версиях. Данный апокриф содержит следующий фрагмент о сошествии Иисуса Христа в ад:

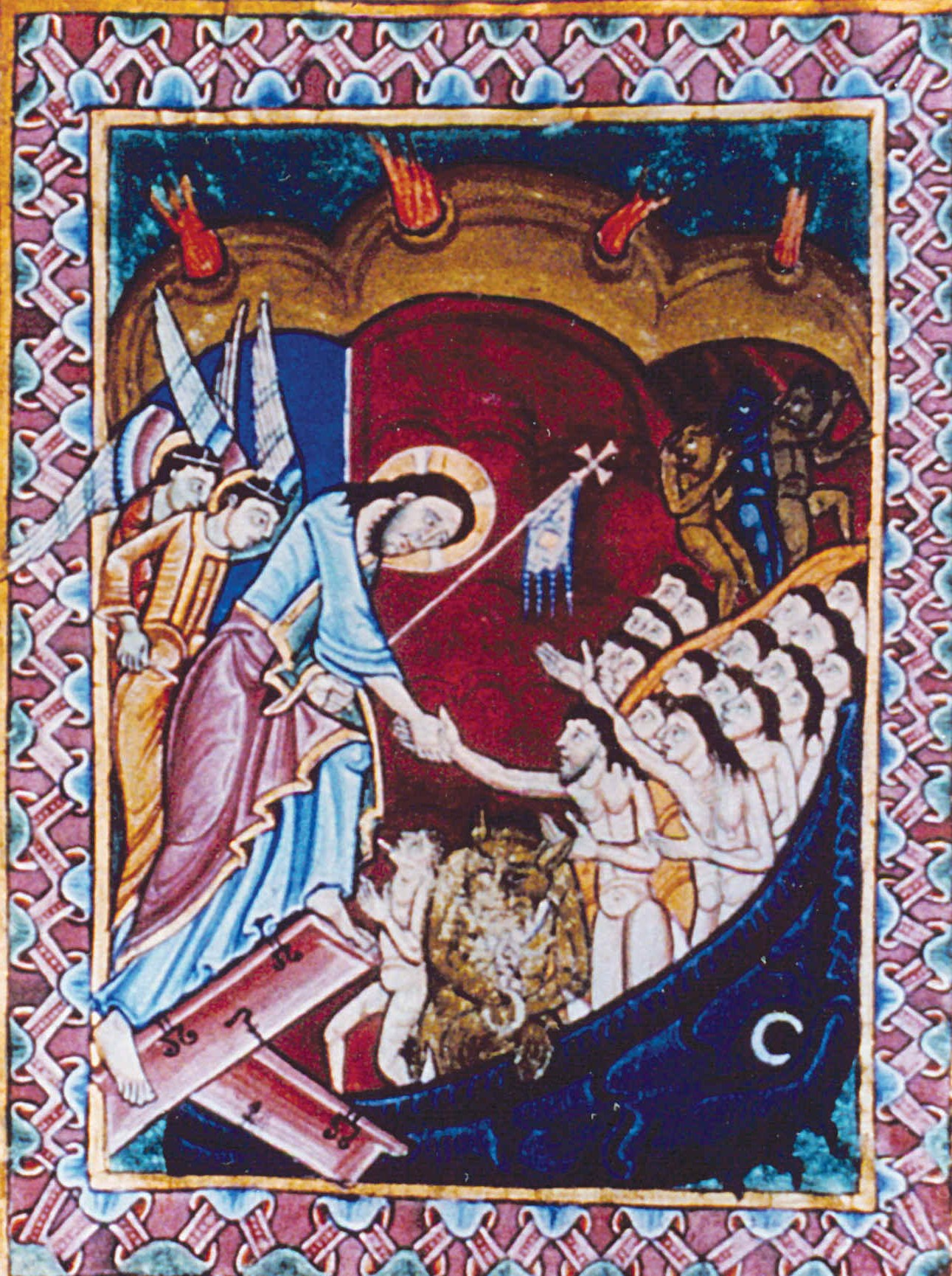
Христос освобождает праведников из «пасти» ада
(миниатюра из «Псалтыри святого Альбана», XII век)

…Сойдет Сын Божий… и будет в образе вашем. И князь мира… прострет руки свои на Него, и повесят Его на древе, и убьют, не ведая, кто Он. И сойдет Он во ад, и нагим и опустошенным сделает всю призрачность его, и возьмет в плен князя смерти и сокрушит всю силу его и воскреснет в третий день, взяв с Собой некоторых праведников, и пошлет проповедников Своих по всей вселенной…

- «Евангелие от Петра» (первая половина II века) содержит описание видения стражи у гроба Христа:

…увидели выходящих из гробницы трёх человек, двоих, поддерживающих одного, и крест, следующий за ними. И головы двоих достигали неба, а у Того, кого вели за руку, голова была выше неба. И они услышали голос с небес: «Возвестил ли Ты усопшим?» И был ответ с креста: «Да».
— Евангелие от Петра. 10:38
Подразумевается, что Христос перед воскрешением был в загробном мире и проповедовал там усопшим. Так в апокрифе находят отражение зарождающееся у христиан предание о путешествии Спасителя в ад, которое в дальнейшем появится в «Евангелии от Никодима» (не ранее III в.) и тема проповеди Христа в аду (керигмы).
- «Вопрошания Варфоломея» (или «Евангелие Варфоломея»). Апокриф сохранился в полной версии только на греческом языке, известны также его отрывки на коптском, сирийском, латинском и славянском языках. Создание текста относится к промежутку между II и VI веками. В тексте содержится ответ Христа на вопрос апостола Варфоломея о событиях, произошедших после его крестной смерти:

…Иисус сказал: «Блажен ты, возлюбленный мой Варфоломей, что узрел чудо сие, и ныне все, о чём бы ты ни спросил меня, возвещу тебе. Ибо когда Я исчез с креста, тогда Я сошел во ад, чтобы вывести [оттуда] Адама и всех иже с ним, по ходатайству Михаила Архангела».

Христос рассказывает о разговоре между адом, смертью и Велиаром, что нашло отражение в христианской церковной гимнографии (данный распространённый гимнографический сюжет присутствует в том числе у Ефрема Сирина (в «Нисбийских песнопениях») и Романа Сладкопевца).

### Евангелие от Никодима

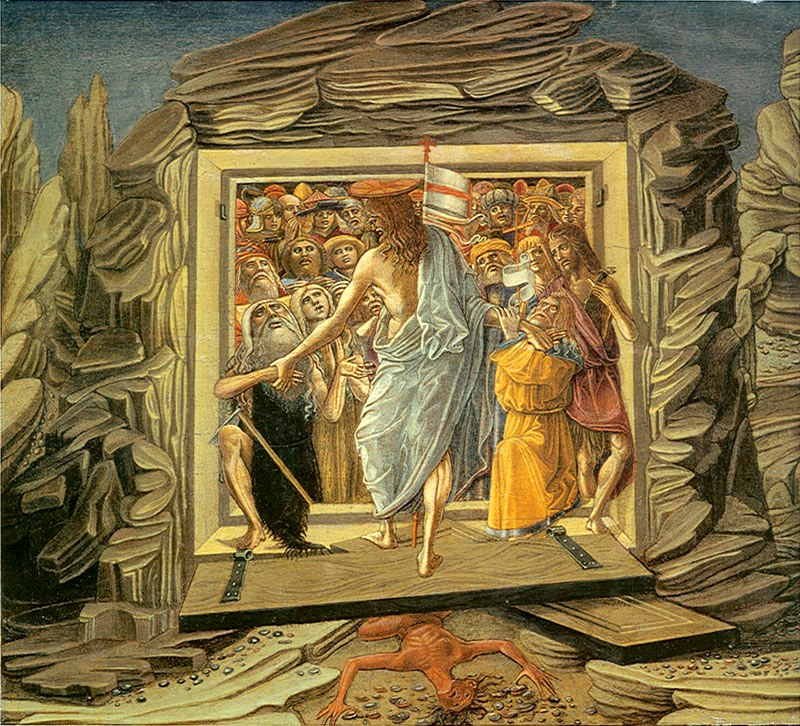
Христос выводит праведников из ада через сокрушённые им врата
(Бенвенуто ди Джованни, 1491 год)

Наиболее полно сошествие в ад описано в третьей части «Евангелия от Никодима» (III век), которое, несмотря на его апокрифичность, Церковь разрешала читать верующим. «Евангелие от Никодима» оказало огромное влияние на формирование церковного учения по данному вопросу, обрядности, а также иконографии самого эпизода.
«Евангелие от Никодима» затрагивало вопросы, которые волновали христиан, уже отмежевавшихся от иудаизма: Всегда ли существовали рай и ад? Где пребывают пророки, предсказавшие пришествие Христа, а также души всех умерших? В апокрифе утверждается идея воскресения во плоти, бывшая предметом дискуссии различных групп первых христиан; даётся развёрнутое описание рая и ада, лишь упоминавшихся в раннехристианских сочинениях; по ходу повествования воскресшие сообщают, что были в аду «от века» (отсюда комментаторы текста делают вывод, что автор евангелия считает, что ад был всегда, а рай берёт своё начало с Явления Христа, преобразившего всю вселенную).

### «Страсти Христовы»
В России на основе апокрифов, в том числе и «Евангелия от Никодима», был составлен сборник «Страсти Христовы», его первоначальная версия появилась, вероятно, ещё в царствование Алексея Михайловича. Сборник формировался и дополнялся на протяжении второй половины XVII и в течение всего XVIII века. До настоящего времени сборник «Страсти Христовы» читается в среде старообрядцев.
В этом сборнике в отдельной главе «О воскресении Христове и о сошествии его во ад» рассказывается, что «Исус Христос сниде во ад, диявола гоня» и приводится рассказ с описанием битвы у ворот ада. Ад в рассказе, так же как и в «Евангелии Никодима», представлен персонифицированным: «отвещав же ад глаголя», «рече ад ко диаволу».
Силы небесные, стоя перед вратами ада, многократно обращаются к нему, говоря: «…возьмите врата вечная и внидет Царь Славы», а на вопрос ада, кто является этим царём, отвечают: «Господь крепок и силен, Господь силен в брани». Приход Христа производит панику, и ад в страхе говорит дьяволу, называемому «треглавниче и вельзауле преокаянне», что ему пора выйти и бороться с Христом и его войском. Но дьявол в страхе отвечает: «помилуй мя аде, брате мой, не отверзай ему врат… подвигнися мене ради, аще и поруган будеши». Но врата не выдерживают и «падоша сами» повергают ад в плач. Дьявол оказывается пойманным Христом, который «сведе и в преисподняя земли, во юдоль плачевную, и связа его узами железными и нерешимыми, и посла его во огонь неугасимый и червь неусыпающий».
В аде Христа встретили ликующие «святии пророцы и праведницы» и пророк Давид, играющий на гуслях и воспевающий победу Бога над адом. Все они были выведены Христом из ада.

И сказал Господь, взяв десницу Адамову: «Мир тебе и детям твоим. Праведникам Моим». Адам, простёршись перед Господом, со слезами молил Его громким голосом: «Прославляю Тебя, Господи, что Ты принял меня и не дал торжествовать врагам моим. Господи Боже мой, я воззвал к Тебе. И Ты исцелил меня, Господи! Ты извел душу мою из ада»… И Господь, простёрши руку, сотворил знамение крестное над Адамом и всеми святыми Своими и, держа десницу Адамову, исшел из ада. И все святые последовали за Ним.
— «Евангелие от Никодима», главы 24—25

## Богословское толкование

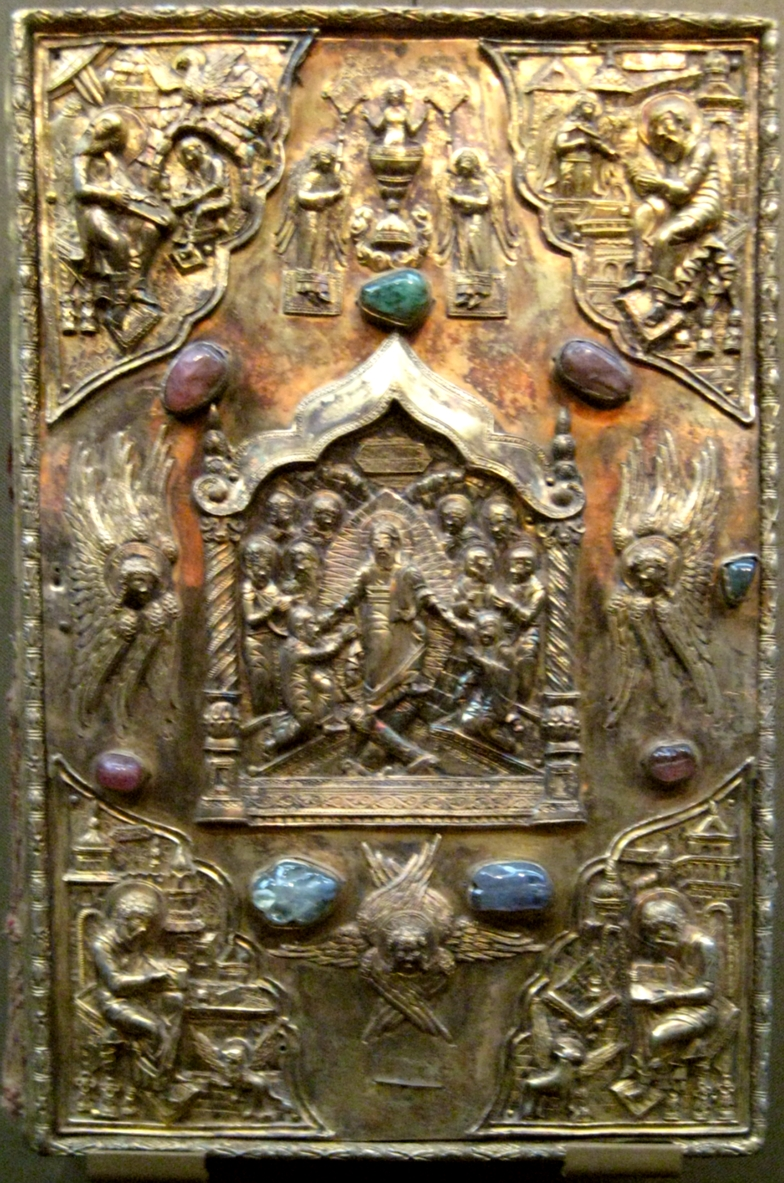
Драгоценный оклад Евангелия с изображением сцены Сошествия в ад (Россия, XVII век)

Рассмотрение догмата о сошествии Христа в ад имеется в трудах ряда отцов церкви, которые рассматривали эту тему прежде всего в контексте учения об Искуплении.

### Раннехристианские авторы
Тема сошествия Христа в ад присутствует в сочинениях христианских авторов, начиная со II века. Из раннехристианских авторов об этом писали Поликарп Смирнский, Игнатий Богоносец, Иустин Философ, Мелитон Сардийский, Ипполит Римский, Климент Александрийский, Ориген и Тертуллиан. Первые авторы в основном развивали тему воскрешения Христом ветхозаветных праведников, однако начиная с Мелитона Сардийского (ум. ок. 190 года) в богословскую традицию входит утверждение, что после своей крестной смерти Спаситель душой сошёл в ад «и Душой овладел всем адом». Уже в трудах писателей II—III веков сложилась совокупность представлений о сошествии в ад, впоследствии воплощённая в «Евангелии Никодима».

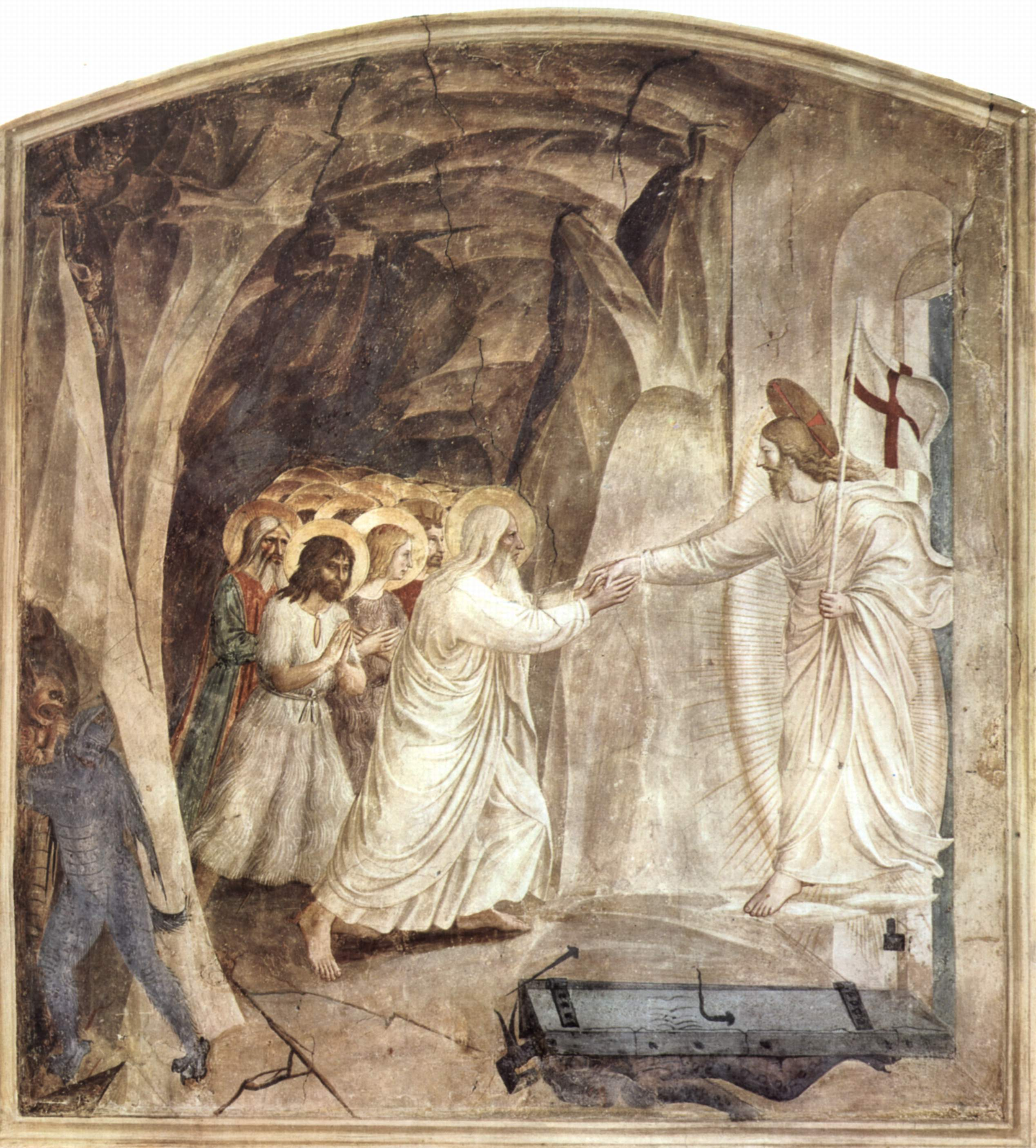
Христос выводит из ада души праведников
(фреска Фра Беато Анджелико 1437—1446 годы)

В сочинениях Ипполита Римского (ум. ок. 235 года) уже содержатся упоминания о проповеди в аду Иоанна Предтечи и о сокрушении Христом ада: «привратники ада, увидев Тебя, убоялись, и сокрушились врата медные, и вереи железные сломались, и се, Единородный вошел [туда] как душа к душам, Бог Слово одушевленное; ибо тело лежало во гробе и отнюдь не было лишено Божества; но, даже во аде пребывая, сущностью Он был со Отцом и таким образом был и в теле и во аде».
Тертуллиан (ум. ок. 220 года) в своём сочинении «О душе», пишет, что Христос, имея не только божественную, но человеческую природу, исполнил «закон» и «… по образу человеческой смерти почив в преисподней, и не прежде взошел к высоте небес, чем спустился в преисподнюю земель, чтобы там патриархов и пророков сделать причастными Себе».

### Ориген
Из богословов первых веков христианства наиболее часто тема сошествия во ад присутствует в сочинениях Оригена (ум. в 254 году). Он рассматривает следующие аспекты данного вопроса:
- когда душа Христа освободилась от тела, то он обратил свою проповедь «к тем душам, которые освободились от тела, чтобы и из них привести к вере в Себя те души, которые сами желали [этого обращения], а равным образом и те, на которые Он Сам обратил Свои взоры по основаниям, одному только Ему известным»[34];
- сойдя в ад, Христос «воззвал оттуда первозданного» (то есть Адама)[35];
- благодаря сошествию Христа в ад в рай смог войти благоразумный разбойник[36].

Особо в своём толковании на Послание к Римлянам Ориген рассматривает вопрос разрушения Христом ада и его победы над дьяволом. Он считает, что дьявол был побеждён Христом и лишён своей власти, но так как только при втором пришествии дьявол должен быть повержен окончательно, то Ориген называет его «не столько царствующим, сколько разбойничающим» (лат. non tam regnari, quam latrocinari).

### Иоанн Златоуст
Златоуст в своих трудах неоднократно обращался к вопросу сошествия Христа во ад. Он особо подчёркивает, что сошествие Христа во ад было предсказано ветхозаветными пророками: 
Не умолчали пророки и о том, что Господь, сошедши во ад, приведёт его в смущение, исполнит смятения и страха, и сокрушит твердыню его. Об этом Давид говорит так: возмите врата князи ваша, и возмитеся врата вечныя, и внидет Царь славы (Пс. 23:7); а Исаия говорит другими словами: врата медяная сокрушу, и вереи железныя сломлю, и дам ти сокровища темная сокровенная: невидимая отверзу тебе (Ис. 45:2, 3), разумея здесь ад.

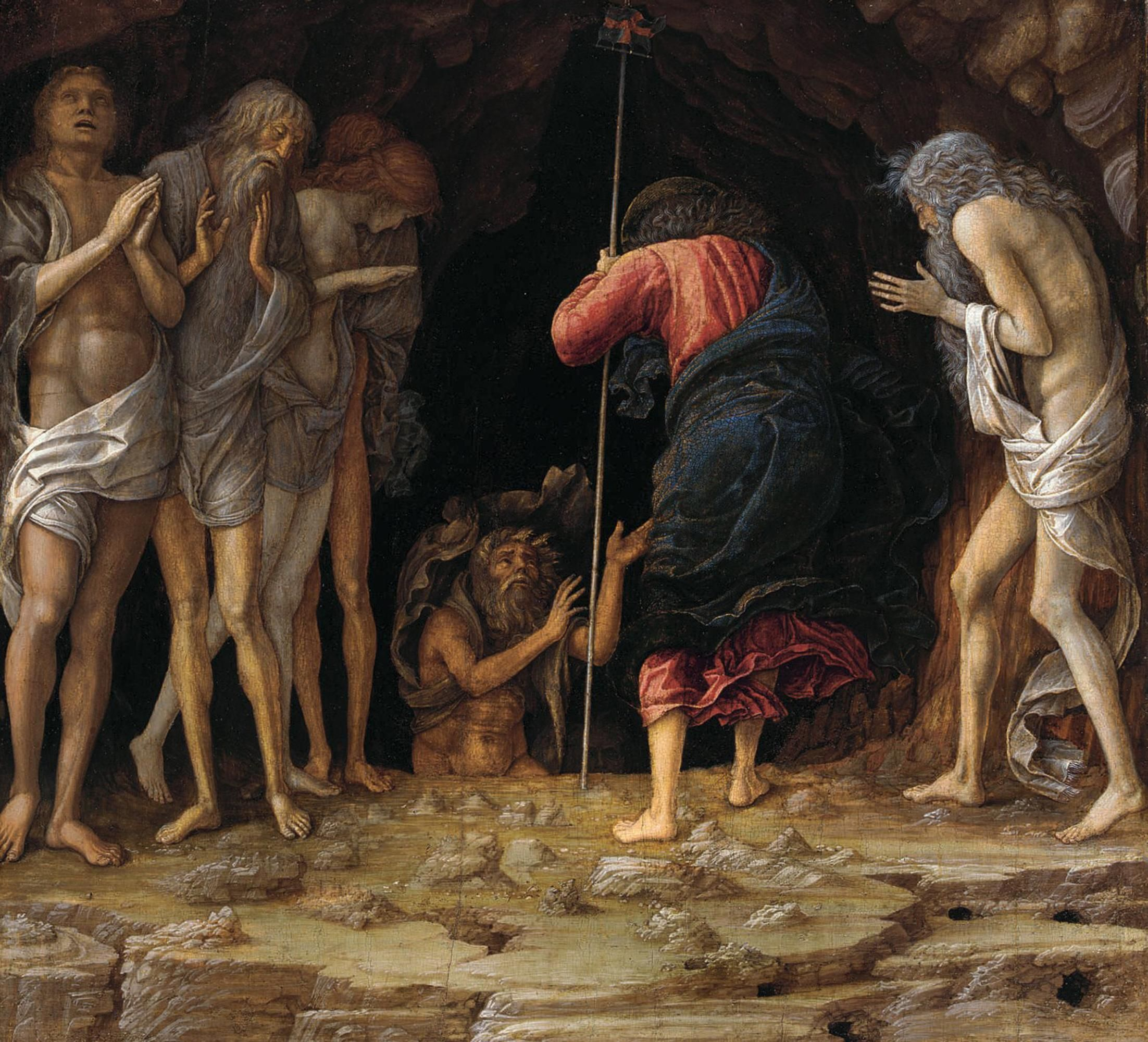
Христос выводит из ада души праведников
(Андреа Мантенья, 1470—1475 годы)

Святитель Иоанн часто возвращается к образу «медных врат» из пророчества Исаии. При этом он всегда акцентирует внимание, что Христос не «открыл врата медные», но «сокрушил врата медные». Этим он показывает, что сошествием Христа во ад последний стал бесполезен — «…стража сделалась немощной. Где нет ни двери, ни засова, там, даже если кто и войдет, не удерживается. Итак, когда Христос сокрушит, кто другой сможет исправить?».
Основной идеей Златоуста является, что сошествием Христа во ад полностью была истреблена сила смерти — «Им сила смерти разрушена», но при этом замечает, что это не означает, что «истреблены грехи умерших прежде пришествия Его». Вопрос о том, кого вывел Христос из ада, у Златоуста решается однозначно: освобождены были только те, кто веровал в истинного Бога.
К одним из самых ярких сочинений святителя, в котором он говорит о сошествии Христа в ад, относится его «Огласительное слово на Пасху». В нём Иоанн Златоуст в торжественной форме воспевает победу Иисуса над адом и смертью:
Никто не бойся смерти, ибо освободила нас Спасова смерть! Объятый смертью, Он угасил смерть. Сошед во ад, Он пленил ад и огорчил того, кто коснулся Его плоти… Огорчился ад, ибо упразднен! Огорчился, ибо осмеян! Огорчился, ибо умерщвлен! Огорчился, ибо низложен! Огорчился, ибо связан! Взял тело, а прикоснулся Бога; принял землю, а нашел в нем небо; взял то, что видел, а подвергся тому, чего не ожидал! Смерть! где твое жало?! Ад! где твоя победа?!

### Евсевий Кесарийский
В «Церковной истории» Евсевия Кесарийского приводится рассказ о проповеди апостола Фаддея эдесскому царю Авгарю, в котором апостол рассказывает царю о Христе: «…Он смирил Себя и умер, как распят был и сошел во ад, сокрушил ограду, от века неразрушимую, потом воскрес и совоздвиг мертвых, почивавших от начала мира, как сошел один, а восшел к Своему Отцу с великим множеством людей».

### Григорий Богослов

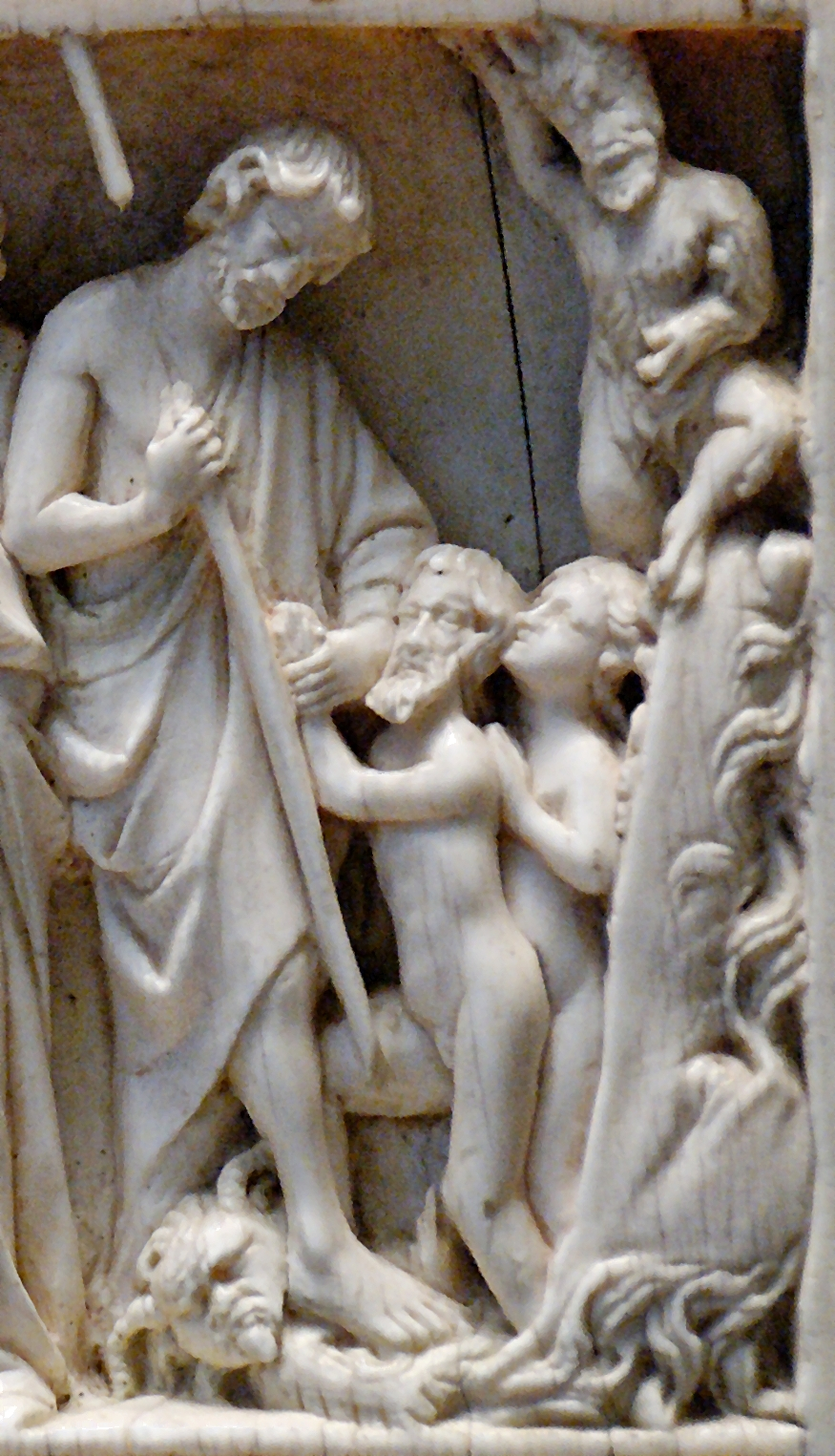
Христос выводит прародителей из ада
(деталь диптиха, XIV век)

В его знаменитом «Слове на Пасху» (которое длительное время читалось в этот праздник, пока не было заменено аналогичным творением Иоанна Златоуста) он так говорит о сошествии Христа в ад и о совершенном там им деле спасения: «Сегодня спасение миру — как видимому, так и невидимому! Христос [воскрес] из мертвых — восстаньте с Ним и вы; Христос [взошел] к Себе — восходите и вы; Христос [вышел] из гробов — освобождайтесь от уз греха. Врата ада отверзаются, и смерть истребляется, и ветхий Адам отлагается, и новый совершается. Если кто во Христе новая тварь, обновляйтесь… Пасха Господня, Пасха, и снова скажу „Пасха“ в честь Троицы. Она для нас праздников праздник и торжество торжеств…».
В трудах Григория Богослова есть и стихотворные творения, посвященные победе Христа над адом («О самом себе»: Сегодня великий Христос от мертвецов, с которыми смешался, // пробужден, и отразил жало смерти…)

### Протестантские богословы

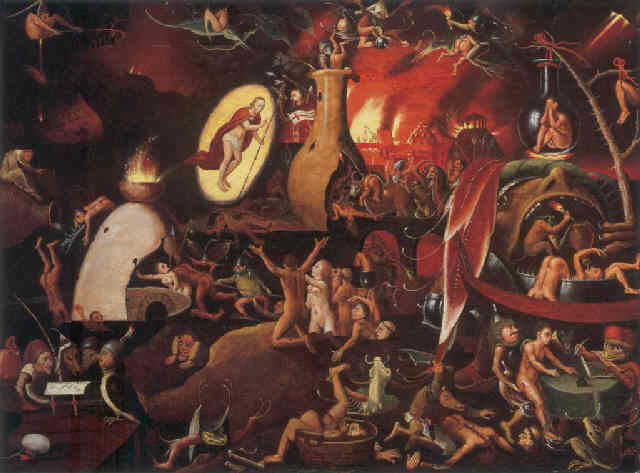
Сошествие во ад (Питер Хёйс, XVI век)

Вопрос о сошествии Иисуса Христа в ад и о роли данного события в спасении им людей рассматривался и протестантскими богословами. Мартин Лютер в своей проповеди в Торгау в 1533 году, основываясь на Священном Писании, обосновал данный догмат и отметил, что вся полнота Христа (то есть и божественная и человеческая природа) сошла в ад. Догмат о сошествии Христа в ад был включён в Аугсбургское исповедание (1530 год), самый ранний из официальных вероисповедальных документов лютеран.
После смерти Лютера среди его последователей возникли споры — к чему отнести сошествие Христа в ад: к продолжению его страданий или к триумфальному Воскресению. Для разрешения этих споров в Формуле согласия, подписанной лютеранскими теологами 29 мая 1577 года, устанавливалось, что верующим достаточно знания, что сошествие в ад свершилось, и что Христос «уничтожил ад для всех верующих». Вопросом же, каким образом это произошло, задаваться не следует, так как ответ на него, вместе с другими тайнами, не доступными для понимания, будет открыт в «ином мире».
Жан Кальвин в своём сочинении «Наставления в христианской вере» (1536 год) рассматривает сошествие Христа в ад как его триумф над смертью и окончательную победу над дьяволом: «В итоге, сражаясь с державой дьявола, с ужасом смерти, с муками ада, Иисус Христос одержал победу и стал триумфатором, дабы мы больше не страшились в смерти того, что наш Владыка упразднил и уничтожил».
Англиканская церковь в своём основном вероучительном документе «39 Статей» утверждает: «Как Христос умер за нас и был погребён, так следует веровать, что Он сошёл в ад» (3-я статья).

## Литургика
В различных литургических традициях воспоминанию о погребении Христа и его сошествии в ад посвящены последние два дня Страстной недели — Великая пятница и Великая суббота, тема раскрывается также в текстах Пасхальных богослужений. В богослужении суточного круга сошествие Христа в ад символизирует великое повечерие.

### В Православной церкви

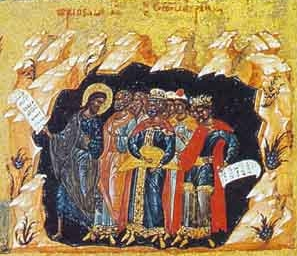
Христос выводит праведников из ада
(икона XVII века)

Тема сошествия Христа в ад широко используется Православной церковью в богослужебных текстах Октоиха (воскресные службы), постной и цветной триодей.
В Октоихе сошествие во ад является одной из центральных тем, которая тесно переплетается в песнопениях с крестной смертью Христа и его Воскресением:

- Ты разрушил еси сокрушение Христе, и окаянство, во вратех и твердынях адовых….
- Егда пригвоздился еси на древе крестнем, тогда умертвися держава вражия… и ад пленен бысть державою Твоею, мертвыя от гробов воскресил еси, и разбойнику рай отверзл еси….
- Врата смерти и вереи, Твоею смертью сокрушил еси Безсмертне….

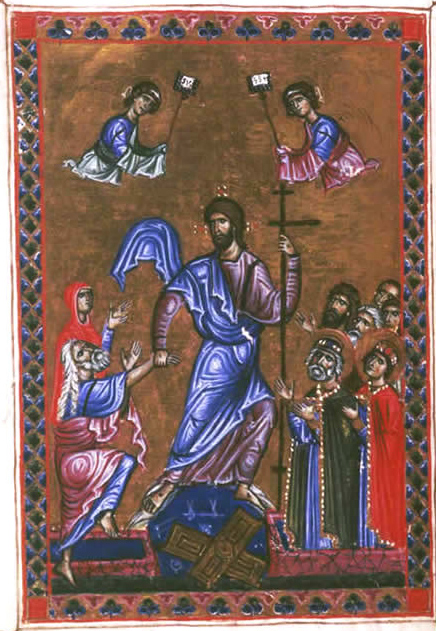
Сошествие во ад
(миниатюра из «Псалтыря Мелисенды», XII век)

В нескольких песнопениях Октоиха упоминается, что перед проповедью Христа в аду побывал и проповедовал там Иоанн Креститель, стоящий «посреде закона и благодати», между Ветхим и Новым заветами, предвосхищая пришествие Христа. Эта тема, идущая из раннехристианских преданий, раскрывается также в службе Усекновения главы Иоанна Предтечи, части Минеи праздничной.
В песнопениях Октоиха используются апокрифические образы, схожие с образами «Евангелия Никодима», которые стали также основой иконографии данного сюжета: «Христос сокрушает „вереи“ („замки“, „засовы“), „печати“, „врата“ и „твердыни“ ада, разрывает „узы“, которыми были связаны мёртвые, расхищает „сосуды“ дьявола». Ад представляется как темница, в которой томятся души умерших, избавление из неё стало возможным только после победы Христа над дьяволом.
Тема сошествия Христа в ад и победы над ним присутствует как в предпостовых службах (например, суббота мясопустная), так и в богослужении Великого поста:

- Христос воскресе, разрешив узы Адама первозданнаго, и адову разрушив крепость. Дерзайте вси мертвии: умертвися смерть, пленен бысть и ад с нею, и Христос воцарися, распныйся и воскресый…

— Богослужение Субботы мясопустной
- Три кресты водрузи на Голгофе Пилат, два разбойников, и един Жизнодавца. Егоже виде ад, и рече сущим доле: о слуги мои, и силы моя! Кто водрузив гвоздие в сердце мое, древяным мя копием внезапу прободе? И растерзаюся, внутренними моими болю, утробою уязвляюся, чувства моя смущают дух мой, и понуждаюся изрыгнути Адама, и сущия от Адама, древом данныя ми; древо бо сия паки вводит в рай.

— Служба Крестопоклонной недели

Богослужебные тексты цветной триоди, которые начинают использоваться с Пасхальной полунощницы, наполнены радостью Воскресения Христова, однако затрагивают тему его сошествия в ад. В цветной триоди содержится одно из самых известных песнопений на данную тему:
Во гробе плотски, во аде же с душею яко Бог, в раи же с разбойником, и на престоле был еси Христе со Отцем и Духом, вся исполняяй неописаный.

### В Католической церкви

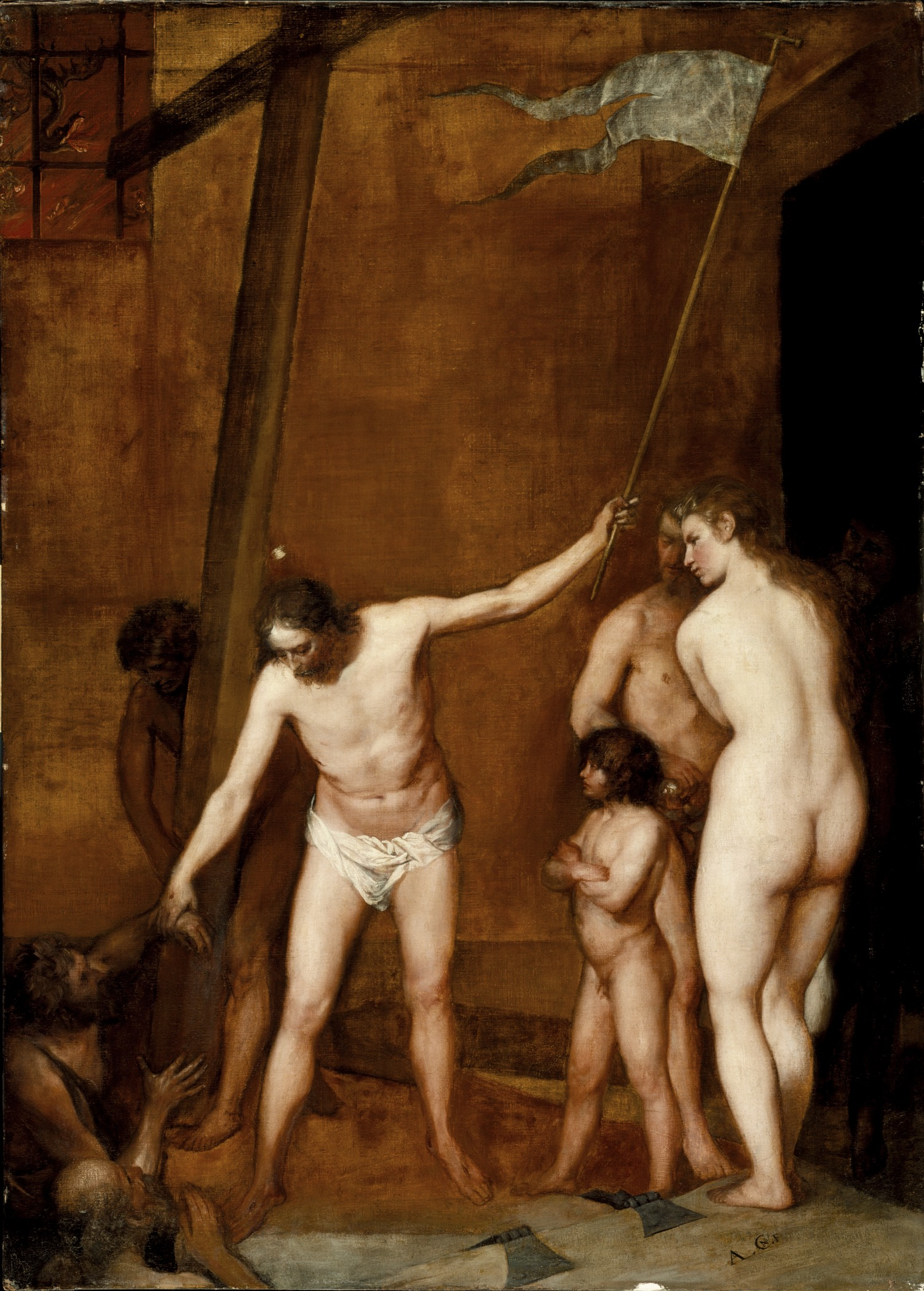
Христос выводит праведников из ада
(Алонсо Кано, 1645—1650)

Упоминание о сошествии Христа в ад содержится в древнем Апостольском Символе веры, который широко используется в католической богослужебной и молитвенной практике.
В толковании на Апостольский Символ веры Катехизис Католической Церкви говорит:
Часто встречающиеся в Новом Завете утверждения, что Иисус «воскрес из мертвых» подразумевают, что, прежде чем воскреснуть, Он побывал там, где пребывают мертвые… Иисус сошел в ад не для того, чтобы освободить из него проклятых или разрушить ад осуждения, но чтобы освободить праведников, которые Ему предшествовали.
В богослужении латинского обряда тема сошествия Христа в ад используется в пасхальный период. В гимне провозглашения Пасхи, который завершает Литургию Света, первую часть богослужения навечерия Пасхи, поётся:
Это ночь, когда разрушив узы смерти, Христос от ада взошёл победителем.
В средневековье в некоторых странах во время пасхальной процессии от символического Гроба Господня к алтарю исполнялся антифон Cum rex gloriae, в котором говорилось о встрече в аду Христа с душами, там заключёнными. До настоящего времени сохранился местный обычай исполнять переложение антифона на польский язык (Gdy Król wieczenej chwały) при шествиях ко Гробу Господню.
Тема схождения Христа в ад и освобождения им томящихся там душ звучит также в многочисленных пасхальных гимнах и песнях.

## Иконография

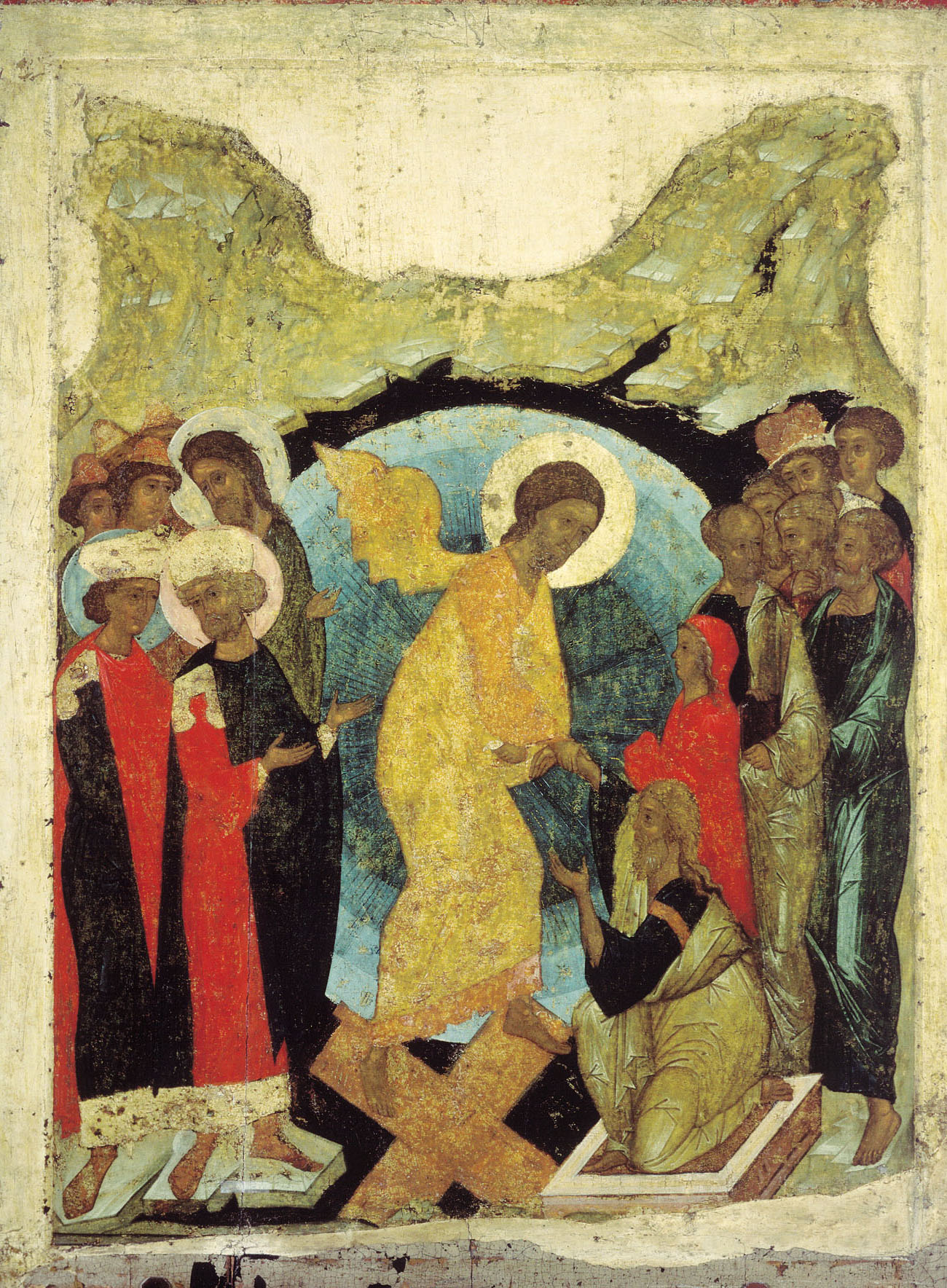
Сошествие во ад
(икона Андрея Рублёва (?), 1408—1410 годы)

В православной иконописи сюжет «Сошествия во ад», сопровождаемый греческой надписью «Η ἀνάστασις», являлся одновременно изображением Воскресения Христова, что закономерно вело к его популярности и сделало обязательным сюжетом храмового оформления (в российской православной иконографии вплоть до середины XVIII века не было другой иконы Воскресения Христова с изображением исхода Христа из гроба). Место данной иконы в иконостасе было в 12-частном праздничном цикле, миниатюры с неё помещались на окладах напрестольных Евангелий в окружении ликов четырёх евангелистов. Иконография «Сошествия во ад» сложилась к X веку. К ранним примерам изображения сошествия во ад относятся миниатюры Хлудовской Псалтыри (IX век).
Большой иконографический извод «Сошествия во ад» отличается изображением Христа, изводящего из ада Адама и простирающего руку к Еве, а также изображением ангелов, окружающих Голгофский крест у Иисуса над головой, который является символом искупительной жертвы Сына Божия и начала нового времени. В композиции также могут фигурировать цари Давид и Соломон (предки Христа), Иоанн Предтеча, возвестивший в Аду о приходе Мессии, и невинноубиенный Авель (как прообраз будущей жертвы Христа) и «сонмы праведников». Иисуса также мог сопровождать Благоразумный разбойник.
На иконах пишутся обломки сокрушённых Иисусом ворот и разбитые им замки (эти сломанные створки складываются в подобие креста андреевского типа). Под ногами Иисуса на поверженных вратах ада изображается Сатана, закованный в цепи, в ранних византийских миниатюрах изображённый в виде Силена. Кроме того, встречается персонифицированная человеческая фигура Ада, который также может попираться ногами Иисуса, и удерживать одновременно встающего из саркофага праотца Адама. Сам ад, как пекло, на иконах обозначается символическим разломом земли, за которым приоткрываются невидимые тайные адские бездны — мрачное пространство преисподней. Таким образом, икона обычно делится на три зоны: ад, не от мира сего, и пространство, куда выведены праведники.

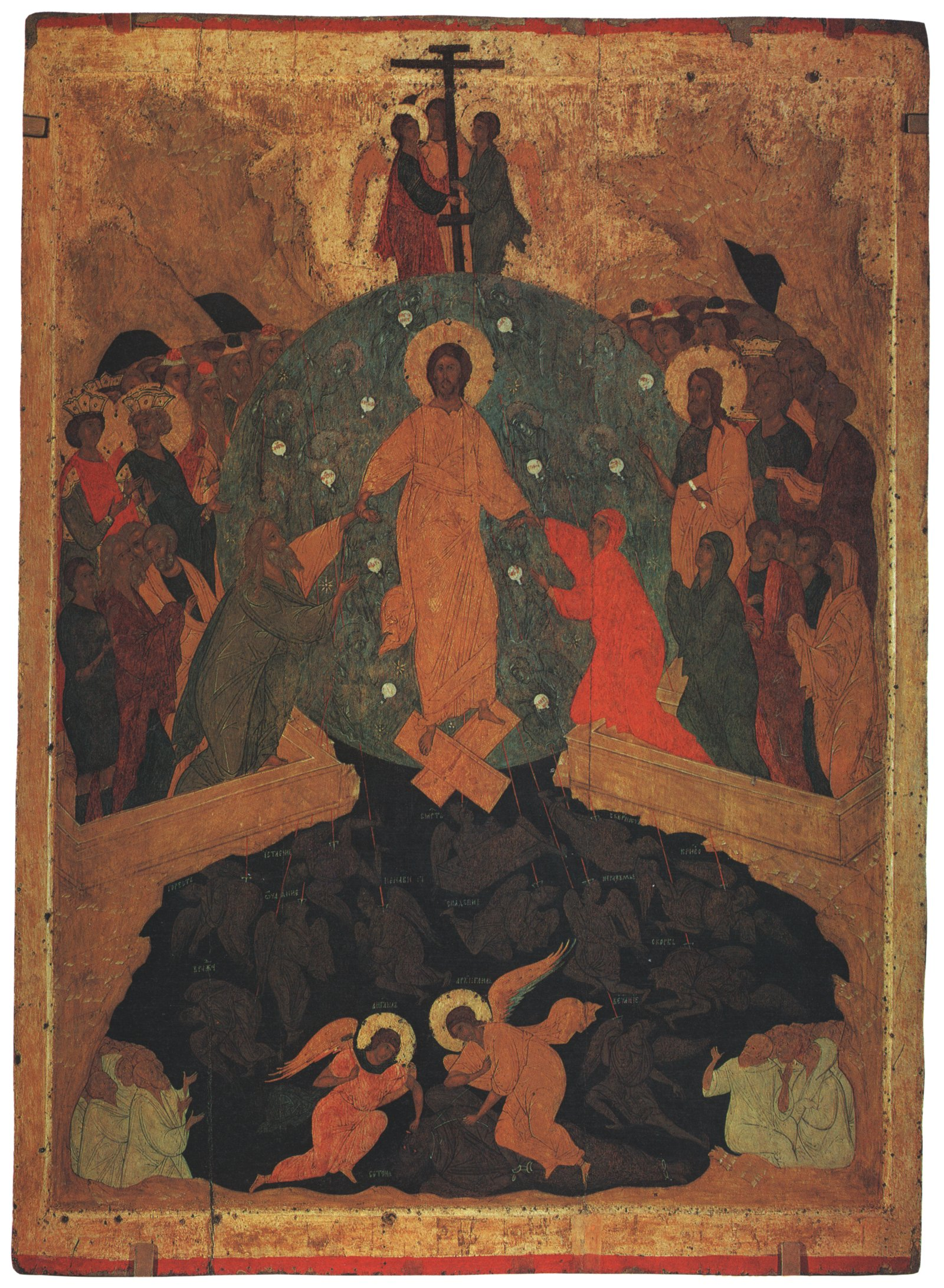
Сошествие во ад
(икона Дионисия, 1495—1504 годы)

На некоторых иконах Христа окружает множество ангелов — персонификаций христианских добродетелей, которым соответствует множество бесов, олицетворяющих грехи. Их фигуры могут быть подписаны говорящими именами (к примеру, «Смирение», «Счастье», «Чистота» или же «Смерть», «Ненависть», «Неразумье») Ангелы могли держать в руках молотки — это означало, что они заковывали Сатану. Или же он может быть связан верёвками.
Изредка этот сюжет мог совмещаться с изображением жён-мироносиц у гроба Господня, и ещё реже — с изображением Страшного суда.
Варианты иконографии:
1. нарративный тип, с Христом, идущим навстречу Адаму;
2. ренессансный, с Христом, влекущим Адама за собой. Эта иконография рождается в начале IX века на базе нумизматических моделей IV—V веков, где место Христа занимала фигура императора, протягивающего руку освобождаемым пленникам;
3. гимнологический (догматический), с фронтальным изображением Христа фронтально и прямолично, с распростёртыми руками, в ореоле света как «Солнце правды», в мандорле. Появляется с IX века, происхождение этого типа объясняется влиянием литургической поэзии и текстами служб на Великую Субботу и Пасху. Он также связан со служебными Псалтирями и Пасхальным каноном Дамаскина («Восстань, Боже, суди землю, ибо Ты наследуешь все народы» (Пс. 81:8); вечерня Пасхальной службы);
4. синтетический.

Стоит отметить иконы двух выдающихся русских иконописцев — Рублева и Дионисия, а также фрески, в частности, в Мироже.

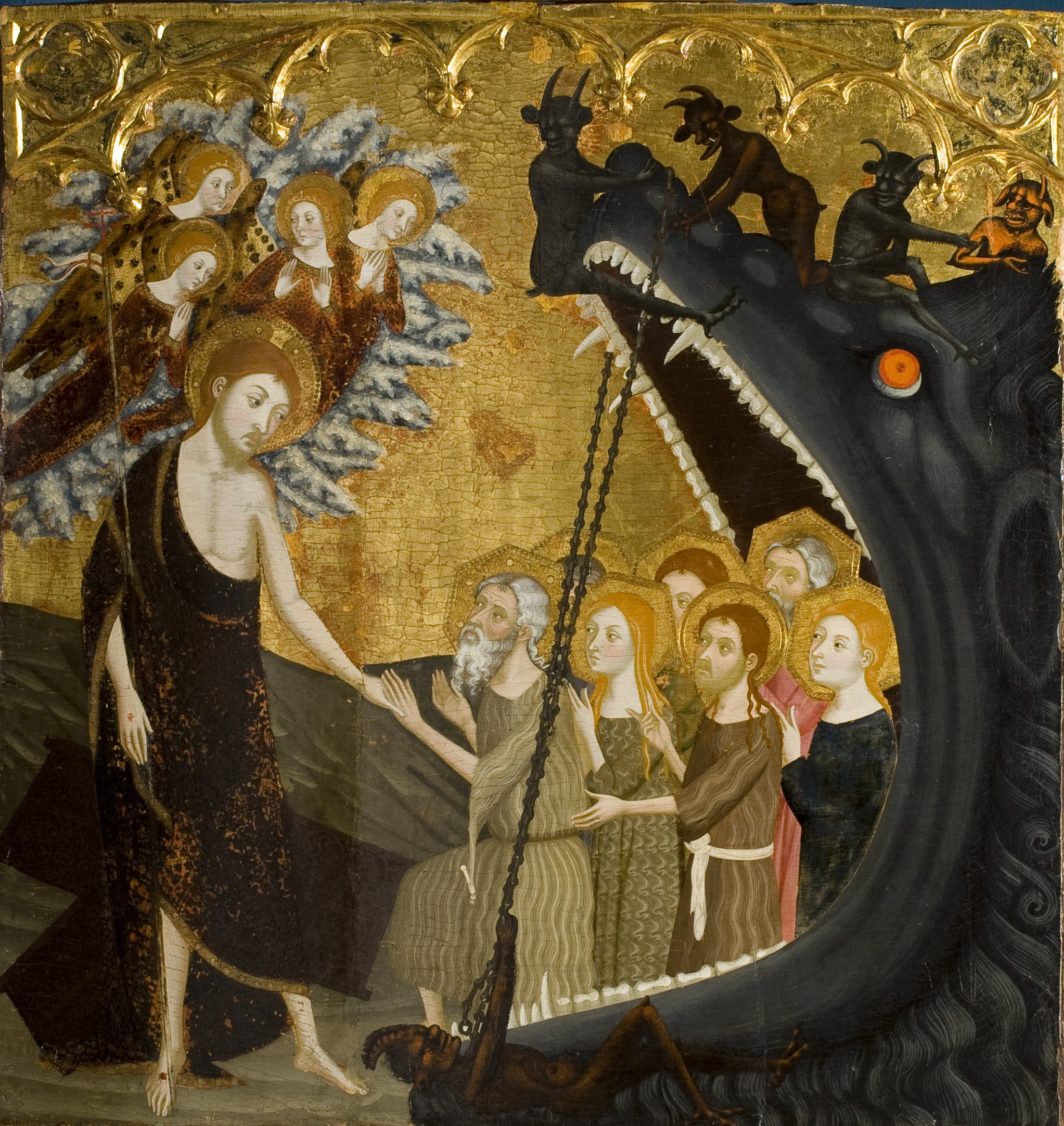
Христос выводит праведников из ада
(Хайме Серра, XIII век)

В западноевропейском искусстве сюжет был не очень редким и присутствовал как в повествовательных циклах, так и в виде отдельных изображений. Он не имел строго канона изображения, в отличие от иконописи, и, в отличие, например, от Благовещения, сильно варьировался по позам и персонажам. В число выведенных Иисусом людей входят Адам и сын его Сиф, Моисей, Давид, Исайя, а также Симеон Богоприимец и Иоанн Креститель.
Среди произведений строит отметить клеймо «Маэсты» Дуччо, картины Джотто, Себастьяно дель Пьомбо, Якопо Беллини, Фра Беато Анджелико, Алонсо Кано, Иеронимуса Босха, гравюру Дюрера, а также картину Поля Сезанна. В западном искусствознании обычно употребляется термин «Христос в лимбе» (Christ in Limbo), точно обозначая конкретный круг ада, куда спустился Иисус. На этих полотнах Иисус либо склоняется над провалом в земле, либо (в ранних произведениях, а также средневековых миниатюрах) ад изображен в виде пасти гигантского левиафана, наполненной людьми.

## Сошествие в ад в других культурах
Бог или герой, спускающийся в подземное царство, чтобы вернуть оттуда умершего, — хорошо известный сюжет античной мифологии:
- Гильгамеш, отправляющийся за своим другом Энкиду («Эпос о Гильгамеше»).
- Поэмы шумерских мифов о сошествии Инанны и Иштар в подземное царство.
- Орфей, спускающийся в ад (Аид) за Эвридикой.
- Дионис, спускающийся в ад (Аид) и выводящий оттуда на небо свою мать Семелу-Фиону.
- 12-й подвиг Геракла: Укрощение стража Аида — пса Цербера и освобождение оттуда Тезея, Перифоя и Алкесты, жены Адраста.
- Одиссей, спускающийся в Аид ради предсказания («Одиссея»).
- Кецалькоатль спускается в Миктлан (мир мёртвых), чтобы забрать кости людей предыдущих эпох, а затем, окропив их своей кровью, создаёт новое человечество[64].
- Вергилий в VI песне «Энеиды» описывает сошествие Энея в ад для свидания с отцом Анхизом.

Здесь внове был тогда я,

Когда нисшел могучий Посетитель,

Победоносным знаменем сияя.

С ним отошли Адам, наш прародитель,

И Авель, сын его, и Моисей,

Народа вождь и Господа служитель,

Ной, Авраам, Давид — пример царей…

А ведать надо, что до тех святых

На свете не было души спасённой.

## В искусстве
Литература
- Данте в «Божественной комедии» (Ад. Песнь 4, 52—63) от лица Вергилия описывает освобождение Христом ветхозаветных праведников и спускается в ад сам.
- Лесков Н. С. «Сошествие в ад» (апокрифическое сказание), 1894[65].
- Кузнецов Ю. П. «Сошествие в ад» (поэма), 2003[66].

Живопись
- Н. К. Рерих. Сошествие во ад. 1933. Холст, темпера, 61,0 х 50,0.